# VIS Lwów
Der Sportclub VIS Lwów war ein deutscher Sportverein aus der damals in Polen gelegenen Stadt Lwów.

## Geschichte
Die Fußballabteilung des 1923 gegründeten Vereins trat nach einigen Freundschaftsspielen 1924 dem Lemberger Regional-Fußballverband Lwowski OZPN bei. Im Herbst 1925 gewann der Sportclub VIS die Meisterschaft in der untersten C-Klasse. Ein Jahr später wurde die Mannschaft auch in der B-Klasse Meister, verlor jedoch das Qualifikationsspiel zur A-Klasse. Ende der 1920er Jahre schrieb das „Ostdeutsche Volksblatt“ aus Lemberg von einem zunehmend nationalistisch motivierten unsportlichen Verhalten der gegnerischen Mannschaften, der Schiedsrichter und einiger Zuschauer. Aus diesem Grund zog sich der Sportclub VIS 1931 aus dem polnischen Fußballverband zurück und trug keine Meisterschaftsspiele mehr gegen polnische Mannschaften aus. Mit der Besetzung der Stadt durch die Rote Armee im September 1939 hörte der Verein auf zu existieren.